# Dirty Deeds Done Dirt Cheap (песня)
«Dirty Deeds Done Dirt Cheap» — песня австралийской хард-рок-группы AC/DC и второй сингл с австралийской версии альбома Dirty Deeds Done Dirt Cheap, выпущенный 5 октября 1976 года на лейбле Albert Productions в формате 7-дюймовой виниловой грампластинки со скоростью вращения 45 оборотов в минуту и достигший 29-й строчки в Kent Music Report.
В марте следующего года, по факту выхода международной версии диска, композиция была издана повторно для британского рынка в виде трёхтрекового макси-сингла на Atlantic Records, в свою очередь, перенёсшего переиздание в 1980 году, которое вывело его на 47-е место UK Singles Chart.
На территории США лонгплей появился только в 1981 году вслед за взрывным ростом популярности австралийского коллектива. В этом случае отдельного релиза на песню не было, но усиленная радиоротация позволила ей взобраться на 4-е место Billboard Rock Albums & Top Tracks, а всего она пробыла в этом рейтинге больше четырёх месяцев.
С выпуском концертного альбома Live «Dirty Deeds Done Dirt Cheap» в живом исполнении была очередной раз переиздана в 1992 году в качестве сингла и опять вернулась в чарты.
Из значимых кавер-версий следует выделить интерпретацию американской исполнительницы и рок-музыканта Джоан Джетт из её пластинки 1990 года The Hit List. Её вариант творения AC/DC стал ведущим синглом к этой работе и имел определённый успех в хит-парадах англоязычных стран.

## Название
Выражение «Dirty Deeds Done Dirt Cheap» (с англ. — «Грязные делишки по низкой цене» или «Пакости по дешёвке») взято из детского мультика «Бини и Сесил» 1962 года, любимого Ангусом — один из персонажей, злодей Бессовестный Джон, имел визитную карточку с соответствующей надписью «Пакости по дешёвке. В праздники, выходные — особый тариф».

## Смысловое и музыкальное содержание
«Dirty Deeds Done Dirt Cheap» написана в тональности ми минор.
Герой песни приглашал людей, испытывающих определённого рода проблемы, либо звонить к нему по номеру 36-22-36 (реально действующий телефонный номер в Австралии)), либо выехать к нему на дом, где (с помощью некоторых сомнительных действий) они будут решены. Под клиентами подразумевались распутные директора средних школ, а также люди, которые постоянно придираются к своим партнёрам или прелюбодействуют.
Перечень «грязных делишек по низкой цене», предлагаемый в тексте бриджа трека: «цементная обувь», отравление цианидом, подрыв тротилом, колумбийский галстук, заказное убийство, умерщвление электротоком. Причём два из них являются отсылками к названиям предыдущих альбомов AC/DC — T.N.T. (с англ. — «Тринитротолуол» или «Тротил») и High Voltage (с англ. — «Высокое напряжение»).

## Судебный иск
В 1981 году, спустя месяц после широкого распространения лонгплея на американском рынке, супружеская чета Норман и Мэрилин Уайт из американского города Либертивилл, округа Лейк в штате Иллинойс, подала иск в окружной суд на сумму 250 000 $ на Atlantic Records и их дистрибьюторов за вторжение в личную жизнь, с обоснованием, что именно их номер телефона озвучен в песне, что повлекло за собой массу хулиганских пранк-звонков. Как выяснилось, указанная в тексте заглавной песни последовательность цифр 36-24-36, а также следующее за ней местоимение «Эй!», которое трактовалось некоторыми слушателями как цифра 8 (в английском языке читается как «эйт»), составляли собой домашний телефонный номер Уайтов. Супруги утверждали, что получили сотни «непристойных» телефонных звонков, «полных неприличных намёков и угроз», превратив их жизнь в кошмар. В своём иске чета требовала суд обязать AC/DC изменить текст композиции с указанием другого телефонного номера, перезаписать её, а существующую версию запретить к трансляции на радио. Иск удовлетворён не был.

## Список композиций
Слова и музыка всех песен — Ангус Янг, Малькольм Янг, Бон Скотт.
| №  | Название                      | Длительность |
| -- | ----------------------------- | ------------ |
| 1. | «Dirty Deeds Done Dirt Cheap» | 4:07         |

| №                   | Название                 | Длительность |
| ------------------- | ------------------------ | ------------ |
| 1.                  | «R.I.P. (Rock in Peace)» | 3:34         |
| Общая длительность: | Общая длительность:      | 7:41         |

| №  | Название                      | Длительность |
| -- | ----------------------------- | ------------ |
| 1. | «Dirty Deeds Done Dirt Cheap» | 3:46         |
| 2. | «Big Balls»                   | 2:39         |

| №                   | Название            | Длительность |
| ------------------- | ------------------- | ------------ |
| 1.                  | «The Jack»          | 5:50         |
| Общая длительность: | Общая длительность: | 12:15        |

## Участники записи
- Бон Скотт — вокал
- Ангус Янг — соло-гитара
- Малькольм Янг — ритм-гитара, бэк-вокал
- Марк Эванс — бас-гитара
- Фил Радд — ударные

## Позиции в хит-парадах
| Год  | Чарт                                     | Высшая позиция | Пребывание в чарте |
| ---- | ---------------------------------------- | -------------- | ------------------ |
| 1976 | Австралия (Kent Music Report)            | 29             | нет данных         |
|      |                                          |                |                    |
| 1980 | Великобритания (UK Singles Chart)        | 47             | 3 недели           |
|      |                                          |                |                    |
| 1981 | США (Billboard Rock Albums & Top Tracks) | 4              | 17 недель          |

## Сертификации
| Регион                                                                      | Сертификация | Продажи |
| --------------------------------------------------------------------------- | ------------ | ------- |
| Мексика (AMPROFON)                                                          | Золотой      | 30 000  |
| Данные о продажах + прослушиваниях приведены только на основе сертификации. |              |         |

## Концертные записи
«Dirty Deeds Done Dirt Cheap» прочно вошла в концертный репертуар австралийского квинтета. По статистике портала setlist.fm композиция занимает восьмое место в списке песен, наиболее часто звучавших со сцены. Она присутствует на двух из трёх официальных концертных альбомах (Live 1992 года и Live at River Plate 2012 года), а также в нескольких видеоальбомах. В обоих концертниках она исполнена Брайаном Джонсоном.
В основу первого легла запись выступления AC/DC 23 апреля 1991 года в Национальном выставочном центре в Бирмингеме. В рамках раскрутки альбома она была выпущена в виде концертного макси-сингла, где представлены сразу две версии «Dirty Deeds Done Dirt Cheap»: помимо фонограммы из Бирмингема, был ещё саундтрек с шоу 17 августа 1991 года в Донингтоне, где в тот день группа была хедлайнером музыкального фестиваля Monsters of Rock. Выход сингла был дополнен клипом, видеодорожка которого была взята из видеоальбома Live at Donington со вставками архивных кадров разных лет. Этот ролик можно найти на DVD Family Jewels, входившего в состав бокс-сета Backtracks 2009 года.
Песня была в сетлисте выступления 10 июля 1996 года в мадридской арене Лас-Вентас, запечатлённого британским режиссёром Дэвидом Маллетом для концертного видео No Bull.
Съёмочный материал с декабрьских концертов 2009 года на стадионе «Монументаль» в Буэнос-Айресе, лёгших в основу Live at River Plate, был использован как для одноимённого полноценного видеоальбома, появившегося в свет в 2011 году, так и для отдельных клипов, доступных на официальном YouTube-канале ансамбля. Один из них посвящён «Dirty Deeds Done Dirt Cheap». По состоянию на декабрь 2022 года у него более 75 миллионов просмотров.
Бокс-сет 2007 года Plug Me In содержал в себе более раннюю концертную видеозапись «Dirty Deeds Done Dirt Cheap», взятую с представления 17 ноября 1983 года в «Джо Луис Арене» в Детройте.
Ещё более ранняя версия, в исполнении Бона Скотта, записанная на сиднейском фестивале в Хеймаркете 30 января 1977 года и выпущенная в том же году на австралийском сборнике различных исполнителей Long Live the Evolution, впоследствии стала широко доступна в составе бокс-сета Backtracks.
Также «Dirty Deeds Done Dirt Cheap» можно встретить на многочисленных бутлегах группы, как эры Бона Скотта, так и Брайана Джонсона.

### Список композиций
| №  | Название                                          | Автор(ы)                 | Длительность |
| -- | ------------------------------------------------- | ------------------------ | ------------ |
| 1. | «Dirty Deeds Done Dirt Cheap» (запись с концерта) | М. Янг, А. Янг, Б. Скотт | 4:59         |

| №                   | Название                                                       | Автор(ы)                       | Длительность |
| ------------------- | -------------------------------------------------------------- | ------------------------------ | ------------ |
| 1.                  | «Shoot to Thrill» (запись с концерта в Донингтоне)             | М. Янг, А. Янг, Брайан Джонсон | 5:34         |
| 2.                  | «Dirty Deeds Done Dirt Cheap» (запись с концерта в Донингтоне) | М. Янг, А. Янг, Б. Скотт       | 5:04         |
| Общая длительность: | Общая длительность:                                            | Общая длительность:            | 12:15        |

### Участники записи
- Брайан Джонсон — вокал
- Ангус Янг — соло-гитара
- Малькольм Янг — ритм-гитара, бэк-вокал
- Клифф Уильямс — бас-гитара, бэк-вокал
- Крис Слейд — ударные

### Позиции в хит-парадах
| Год  | Чарт                                              | Высшая позиция | Пребывание в чарте |
| ---- | ------------------------------------------------- | -------------- | ------------------ |
| 1993 | Великобритания (UK Singles Chart)                 | 68             | 1 неделя           |
| 1993 | Новая Зеландия (Official New Zealand Music Chart) | 34             | 4 недели           |

## Современное восприятие
Согласно рейтингу телеканала VH1, песня заняла 24-ю позицию в списке «40 лучших метал-композиций».

## Версия Джоан Джетт

### Список композиций
| №  | Название      | Автор(ы)                            | Длительность |
| -- | ------------- | ----------------------------------- | ------------ |
| 1. | «Dirty Deeds» | Малькольм Янг, Ангус Янг, Бон Скотт | 3:17         |

| №                   | Название            | Автор(ы)                                        | Длительность |
| ------------------- | ------------------- | ----------------------------------------------- | ------------ |
| 1.                  | «Pretty Vacant»     | Глен Мэтлок, Джонни Роттен, Пол Кук, Стив Джонс | 3:22         |
| Общая длительность: | Общая длительность: | Общая длительность:                             | 6:37         |

### Позиции в хит-парадах
| Чарт (1990)                        | Высшая позиция | Пребывание |
| ---------------------------------- | -------------- | ---------- |
| Австралия (ARIA)                   | 59             | нет данных |
| Великобритания (UK Singles Chart)  | 69             | 3 недели   |
| Канада (RPM Top Singles)           | 81             | 4 недели   |
| Новая Зеландия (Recorded Music NZ) | 14             | 12 недель  |
| США (Billboard Hot 100)            | 36             | нет данных |
| США (Billboard Mainstream Rock)    | 23             | 7 недель   |
| США (Cash Box Top 100 Singles)     | 42             | 10 недель  |

## Комментарии
1. ↑  Сочетание цифр соответствует параметрам женской фигуры с эффектными формами в британской имперской и американской системах измерения, аналог нашего стандарта 90х60х90 см[4].
2. ↑  Без учёта концертников, распространявшихся в рамках бокс-сетов.